# 阿塔拉
阿塔拉（Atarra），是印度北方邦Banda县的一个城镇。总人口42434（2001年）。

## 人口
该地2001年总人口42434人，其中男性22910人，女性19524人；0—6岁人口6778人，其中男3558人，女3220人；识字率61.25%，其中男性为70.54%，女性为50.35%。